# Steagul LGBT

Steagul LGBT

Steagul LGBT (pride), denumit sugestiv steagul curcubeu, este un steag în 5(6) din cele 7 culori ale curcubeului, având diverse conotații de-a lungul istoriei. Astăzi este cel mai des identificat ca un simbol al comunității și identității LGBT (lesbiene, gay, bisexuali și transgen), folosit mai ales ca o manifestare a mândriei gay.
Steagul curcubeu este un simbol LGBT încă din anii 1970, fiind prima dată lansat la parada LGBT din San Francisco de artistul Gilbert Baker. Deși steagul original avea opt benzi (roz, roșu, portocaliu, galben, verde, turcoaz, albastru și violet), actualul steag LGBT are doar șase benzi (roșu, portocaliu, galben, verde, albastru și violet). Culorile curcubeului sunt un simbol al diversității din comunitatea LGBT, al diversității orientărilor sexuale și al speranței pentru drepturi egale. Este important de menționat că steagul curcubeu nu reprezintă doar persoanele gay (sau homosexualii), ci toată comunitatea LGBT, inclusiv bisexualii și persoanele transgen. De multe ori, este folosit ca simbol colectiv pentru toți cei care aparțin unei orientări sexuale sau identități de gen care este în afara heteronormativității (adică, heterosexualitatea cisgen).
Fiind lansat la o paradă LGBT, steagurile curcubeu sunt deseori fluturate în timpul unor astfel de marșuri. De exemplu, la Bucharest Pride, un steag curcubeu lung de 20 m este o parte integrală a paradei.

## Istoric
Conceptul curcubeului a fost utilizat încă din antichitate de către majoritatea culturilor: greacă, africană, amerindiană, orientală, celtică – cu diferite semnificații. La prima vedere, steagul comunității LGBT se poate confunda cu steagul păcii. Acesta din urmă are în plus albastrul azuriu, iar benzile de culoare sunt așezate în ordine inversă.
Steagul curcubeu a fost conceput în anul 1978 de către Gilbert Baker, un artist din San Francisco. La acea vreme se resimțea nevoia unui simbol care să poată fi folosit anual, cu ocazia festivalului Gay & Lesbian din San Francisco. Baker s-a inspirat din mai multe surse, de la mișcarea hippie până la cea de luptă pentru drepturile minorității de culoare, realizând un drapel cu opt benzi. Fiecare dintre cele opt culori simboliza aspecte ale vieții gaylor și lesbienelor: 
| Sexualitatea |
| Viața        |
| Vindecarea   |
| Soarele      |
| Natura       |
| Arta         |
| Armonia      |
| Spiritul     |
| ------------ |

Baker însuși, împreună cu o echipă de 30 de voluntari, a cusut manual prototipul în mărime naturală al drapelului pentru parada din 1978. Drapelul-simbol a avut un succes rapid.
Când a fost inițiată producția de serie pentru parada din 1979, banda de culoare roz a trebuit înlăturată: pigmentul roz nu era disponibil în cantități industriale. În același an, comitetul pentru organizarea festivalului a mai adus o modificare, înlăturând culoarea indigo din drapel pentru ca benzile de culoare să se poată distribui egal de-a lungul traseului: roșu, portocaliu și galben – pe o parte a străzii, verde, albastru și violet – pe cealaltă. Această versiune corespunde „teoriei culorilor”, care relevă existența a trei culori primare (roșu, galben, albastru) și a trei culori secundare (portocaliu, verde, violet) obținute prin combinarea două-câte-două a celor primare.
Curcubeul cu șase culori a devenit foarte popular, ajungând să fie recunoscut oficial de către Congresul Internațional al Drapelelor.
Unul dintre avantajele steagului curcubeu este acela că sprijină drepturile LGBT fără a vorbi despre orientarea sexuală a persoanei care îl folosește – este un simbol general care poate fi utilizat de către oricine, indiferent de orientarea sexuală. Acest aspect îl face foarte potrivit pentru a fi utilizat în cadrul serviciilor „prietenoase față de LGBT”, indiferent dacă acestea sunt sau nu conduse de către persoane gay.
În 2016, un steag curcubeu a fost lansat în atmosfera superioară a planetei pentru a declara spațiul ca fiind LGBTI-friendly.